# Polycera quadrilineata
Limace à quatre lignes
Espèce
Synonymes
- Doris cornuta Rathke, 1806
- Doris flava Montagu, 1804

La Limace à quatre lignes, Polycera quadrilineata, est une espèce de nudibranches de la famille des Polyceridae. Le corps de ce mollusque est principalement blanc translucide et porte des taches jaunes ou orangées ; au moins deux bandes jaunes discontinues courent des rhinophores jusqu'au bout de la queue. Il mesure au maximum 40 mm de longueur. L'espèce est présente dans le nord de l'océan Atlantique et en mer Méditerranée, jusqu'à environ 60 m de profondeur.

## Taxinomie et étymologie
L'espèce Polycera quadrilineata est décrite en 1776 par le naturaliste danois Otto Friedrich Müller dans son ouvrage sur la faune du Danemark et de Norvège : le taxon est d'abord placé dans le genre Doris, au sein de la famille des Dorididae. Le genre Polycera est décrit en 1817 par Georges Cuvier. Le nom « polycera », c'est-à-dire « plusieurs cornes », fait référence aux différents appendices présents sur la tête et sur le manteau. L'épithète spécifique « quadrilineata » signifie « qui porte quatre rayures » et renvoie aux rayures distinctives visibles sur le dos du nudibranche. Le nom normalisé témoigne d'une traduction de l'épithète du nom scientifique. De nombreux taxons équivalents et même quelques sous-espèces sont depuis devenus des synonymes puisqu'ils décrivent la même espèce :
- Doris cornuta Rathke, 1806
- Doris flava Montagu, 1804
- Doris marplatensis Franceschi, 1928
- Doris ornata d'Orbigny, 1837
- Doris ornata var. marplatensis Franceschi, 1928
- Polycera lineatus Risso, 1826
- Polycera mediterranea Bergh, 1879
- Polycera nigrolineata Dautzenberg & Durouchoux, 1913
- Polycera nigropicta Ihering, 1885
- Polycera ornata d'Orbigny, 1837
- Polycera quadrilineata mediterranea Bergh, 1879
- Polycera quadrilineata nigrolineata Dautzenberg & Durouchoux, 1913
- Polycera quadrilineata nigropicta Ihering, 1886
- Polycera salamandra Labbé, 1931
- Polycera typica W. Thompson, 1840
- Polycera varians M. Sars, 1840
- Thecacera capitata Alder & Hancock, 1854[1].

## Distribution et habitat
P. quadrilineata est présente dans l'océan Atlantique Nord, sur les côtes du Groenland et de l'Islande, en France et en Espagne ; le nudibranche vit aussi dans la Manche et en mer du Nord autour des îles Britanniques. En mer Méditerranée, l'espèce n'est pas limitée au seul bassin occidental puisqu'elle a été observée en Espagne, en France, en Italie et en Turquie,. Elle est répertoriée sur toutes les côtes de la péninsule Ibérique. Sa présence aurait été observée sur le continent américain, sur la côte atlantique,.
L'habitat de la Limace à quatre lignes se compose de fonds rocheux et de tombants faiblement atteints par la lumière du jour. Elle vit parfois sous les roches alors que les juvéniles préfèrent les algues, notamment les laminaires. En hiver et au printemps, le nudibranche est abondant dans les forêts de kelp, c'est-à-dire dans un environnement de macroalgues brunes. Il partage son habitat avec des ectoproctes. L'espèce se rencontre depuis la zone intertidale jusqu'à environ 60 m de profondeur.

## Description

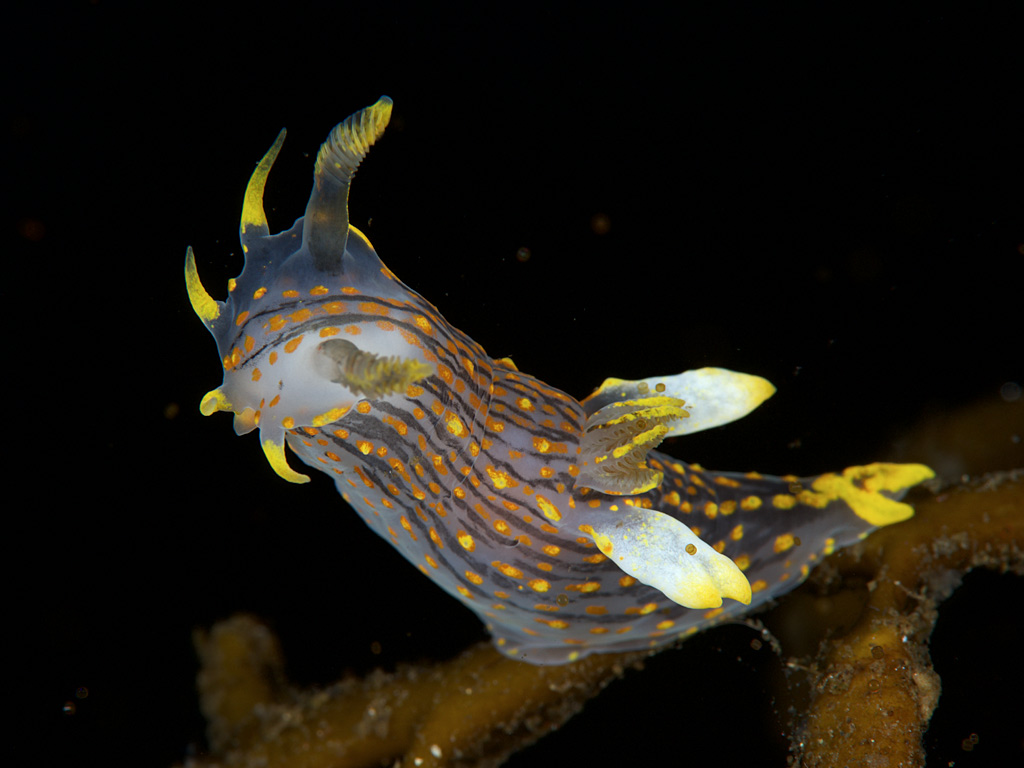
Un spécimen observé en Norvège.

La taille adulte habituelle de P. quadrilineata est environ 40 mm ; la taille la plus importante enregistrée est 45 mm. Les spécimens de Méditerranée sont cependant plus petits et ne mesurent qu'une vingtaine de millimètres. Le corps allongé adopte une forme ovoïde et se termine en pointe. Le corps a une coloration principalement blanc translucide. Cette coloration tend cependant à varier : certains spécimens ont une teinte plus cendrée qui se rapproche parfois du noir, conférant ainsi une zébrure à l'animal,. Sur le dessus et sur les côtés du manteau, des tubercules jaunes ou orangés  forment des lignes discontinues s’élançant des rhinophores et rejoignant la queue : ces lignes sont au minimum au nombre de deux. Une ligne se dessine le long de la médiane dorsale : souvent discontinue jusqu'aux panaches branchiaux, la ligne est ensuite continue. Comme la coloration générale, l'abondance des lignes varie : les juvéniles n'ont que quelques taches allongées alors que certains spécimens ont jusqu'à une dizaine de lignes bien définies. Sur la tête, le voile buccal porte entre quatre et six tentacules rudimentaires de couleur jaune : ils sont effilés et pointus,. La bouche est surmontée de deux lobes oraux. Sur le dessus de la tête, les deux rhinophores jaunes ou orangés sont dépourvus de fourreau : ils sont semi-transparents à leur base. Chacun d'eux possède une terminaison comptant jusqu'à quinze lamelles et un sommet jaune et pointu. Les branchies sont développées en panaches de sept à neuf « feuilles » pouvant se contracter,. Elles possèdent une coloration similaire au corps mais sont plus sombres le long de l'axe. Une digitation blanchâtre ou orange est visible de chaque côté du panache branchial. Le pied est blanc mais deux lobes jaunes sont disposés sur la partie antérieure,. Les organes génitaux mâles et femelles sont situés sur le bord antérieur droit du pied.
P. quadrilineata peut présenter des risques de confusions avec des espèces à l'apparence similaire. Polycera faeroensis se différencie par la présence de huit tentacules oraux, ses panaches branchiaux sont plus courts et l'espèce ne porte pas de tache jaune sur le manteau. Polycera aurantiomarginata ressemble aux spécimens sombre de P. quadrilineata, cependant le pied possède une ligne orangée, les rhinophores et branchies sont noirs à leur sommet et le voile oral porte six à sept papilles,. Thecacera pennigera a parfois une coloration comparable mais n'a pas de tentacules oraux. Trapania maculata a aussi une coloration approchante mais ses rhinophores ont un tentacule en virgule à leur base. Crimora papillata présente plusieurs digitations courtes autour de la bouche.

## Écologie

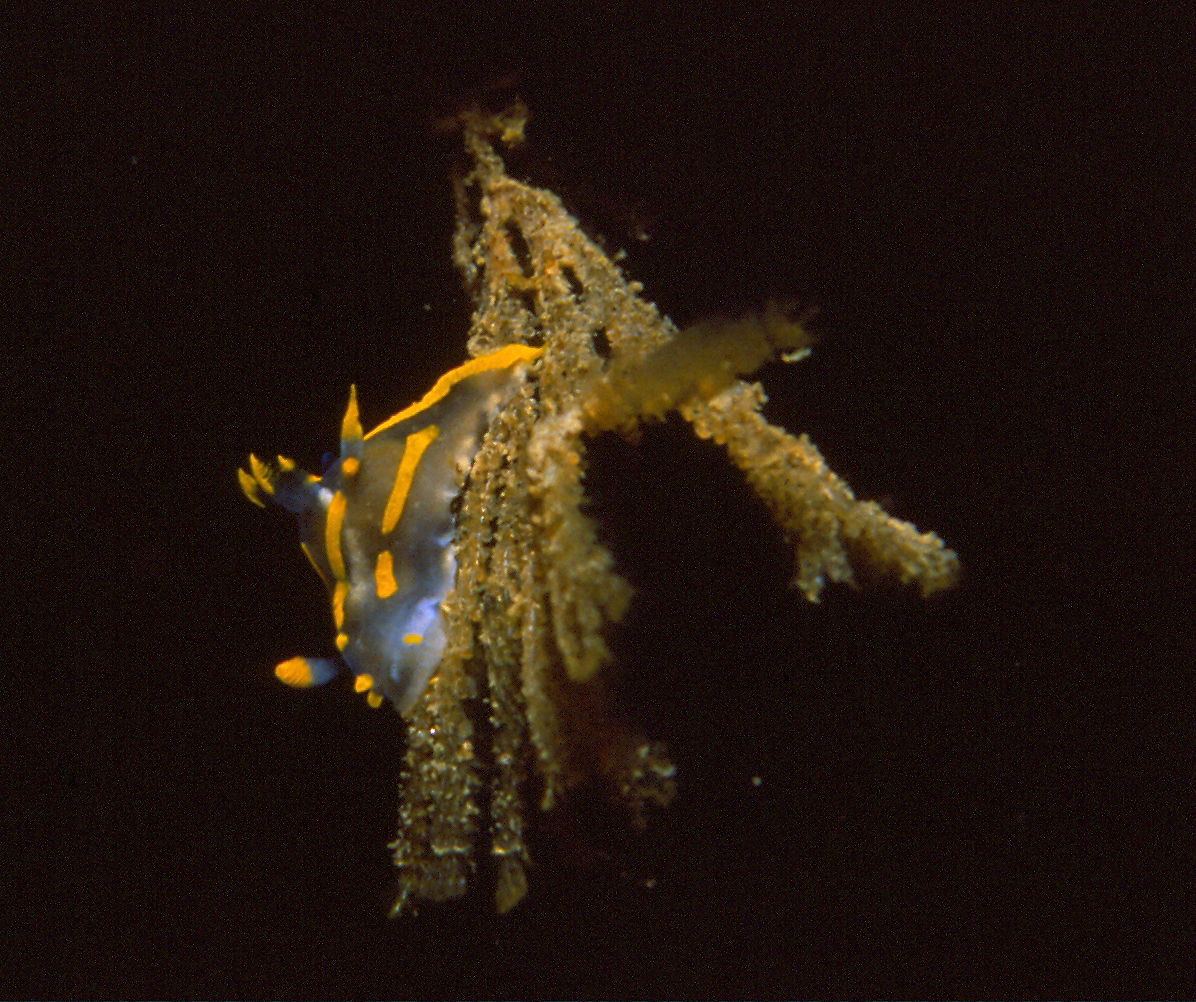
Un spécimen observé sur une espèce du genre Bugula.

La Limace à quatre lignes est un prédateur se nourrissant principalement d'ectoproctes qu'il dévore à l'aide de sa radula : le plus souvent Membranipora membranacea, autrement Electra pilosa  ou Flustra foliacea. Le nudibranche apprécie également l'algue Laminaria digitata. Certaines espèces servent de substrat autant que de proie : elles sont issues des genres Bowerbankia, Bugula, Callopora, Cellaria, Celleporella, Microporella ou encore Schizomavella,.
Comme les autres nudibranches, cette espèce est hermaphrodite mais la reproduction est sexuée : la ponte (ou « oothèque ») est blanchâtre. Elle prend la forme d'une spirale comprenant jusqu'à 10 000 œufs de 80 μm de diamètre reposant sur les branches d'autres invertébrés. La reproduction a lieu de mars à septembre.
L'espèce est fréquemment parasitée par des copépodes.